# Mehmet Hakim Efendi
Mehmet Hakim Efendi fou un literat, home d'estat i historiador oficial otomà del segle xviii.
Des de 1742 va ocupar alguns càrrecs administratius i fou nomenat historiador oficial el 1753, càrrec que va exercir fins al 1766 quan va dimitir. Va morir l'octubre de 1770. Va deixar també algunes obre poètiques.